# Plan-de-Baix
Plan-de-Baix é uma comuna francesa na região administrativa de Auvérnia-Ródano-Alpes, no departamento de Drôme. Estende-se por uma área de 19,39 km². Em 2010 a comuna tinha 151 habitantes (densidade: 7,8 hab./km²).